# Night Train (pel·lícula de 2007)
Night Train (xinès tradicional: 夜車, xinès simplificat: 夜车, pinyin: Yè chē) és una pel·lícula xinesa, dirigida per Diao Yinan, que ha participat,competint per un premi, en el Festival de Cannes de 2007. Premiada en el Festival Internacional de Cinema de Varsòvia (2007) i en el Festival Internacional de Cinema Independent de Buenos Aires del 2008, la pel·lícula va rebre un premi especial del jurat i Liu Dan, la de millor actriu.

## Argument
Wu Hongyan (Liu Dan, és una vigilant de presó, de 35 anys i vídua solitària, que participa en l'execució de les presoneres condemnades a mort en la província de Shaanxi i els caps de setmana va amb tren nocturn vers la ciutat veïna amb la confiança de trobar l'amor mitjançant els serveis d'una agència, Després d'una sèrie de fracassos, contacta amb i Li Jun (Qi Dao) i inicien una relació. Ell té un secret: és vidu d'una de les executades i viu entre l'atracció i el desig de venjança. Ella es troba entre la disjuntiva de la seva seguretat i una relació potser fugissera.

## Repartiment
- Liu Dan
- Qi Dao
- Xu Wei
- Wu Yuxi
- Wang Zhenjia
- Meng Haiyan

## Premis i nominacions
- 2007 Warsaw International Film Festival
  - Nescafe Grand Prix.[2]
- 2008 Buenos Aires International Festival of Independent Cinema
  - Millor actiur — Liu Dan.[3]
  - Premi Especial del Jurat